# Ung thư da
Ung thư da gồm có hai loại: mêlanôm (tiếng Anh Melanoma) và không mêlanôm (về mêlanôm xin xem Mêlanôm ác). Melanoma là trường hợp nguy hiểm nhất nhưng cũng là trường hợp ít gặp nhất trong ung thư da. Ung thư da không mêlanôm chủ yếu có hai loại thường gặp là carcinôm tế bào đáy và carcinôm tế bào vảy. Ung thư da là loại ung thư thường gặp nhất, nhiều hơn tất cả các loại ung thư khác cộng lại. 1Hầu hết các ung thư da có thể phát hiện sớm dễ dàng. Tuy nhiên về mặt lâm sàng nhận ra các đặc điểm diễn tiến mạnh của bướu rất quan trọng để có kế hoạch điều trị và tiên lượng chính xác. Vì cơ hội điều trị hợp lý lần đầu sẽ ít để lại dư chứng, bảo tồn tốt chức năng và thẩm mỹ cũng như ít tốn kém. Mỗi năm hơn một triệu người ở Hoa Kỳ bị nhiễm loại bệnh này.

## Dịch tễ học và nguyên nhân
Ai cũng có thể bị nhiễm ung thư da nhưng có một số yếu tố làm tăng tỉ lệ bị ung thư da như:
- Đi tắm nắng quá nhiều hoặc bị phỏng nặng.
- Sử dùng giường hoặc công nghệ tắm nắng.
- Có làn da cực kì nhạy cảm, chỉ tiếp xúc với ánh nắng một tí thôi là sẽ gây nguy hiểm.
- Gia đình hoặc chính mình đã bị ung thư da.
- Bị tàn nhang hoặc bị mất nhiều chất trong da.[1]

## Chẩn đoán
Ngoài việc kiểm tra da hàng năm do bác sĩ thực hiện, sử dụng quy trình để tìm các đặc điểm da bất thường trên cơ thể.
Không đối xứng: Một triệu chứng cảnh báo liên quan đến ung thư da là sự không đối xứng của các vết nốt ruồi. Nếu bạn nhận thấy một nốt ruồi có hình dạng không đều, nên kiểm tra với bác sĩ.
Viền ngoài: Kiểm tra viền ngoài của những vết nốt ruồi bạn nghi ngờ. Nếu viền ngoài của chúng mịn màng và đều, có khả năng chúng không phải là ung thư. Tuy nhiên, nếu chúng có viền răng cưa hoặc không đồng đều, có thể cần phải kiểm tra thêm.
Màu: Một nốt ruồi khỏe mạnh chỉ có một màu. Vì vậy, nếu nốt ruồi của bạn có màu đen trộn với màu nâu trong đó, nó có một cơ hội bị ung thư cao hơn.
Đường kính: bác sĩ da liễu nói nốt ruồi rộng khoảng 6mm hoặc hơn nên kiểm tra khả năng gây ung thư của chúng.
Độ nổi: Một điều cần xem xét là độ nổi của nốt ruồi của bạn. Một nốt ruồi bị nâng lên hoặc nốt ruồi phát triển nhanh chóng về bề nổi có thể dẫn tới ung thư.

## Điều trị
Đông lạnh
Người ta có thể phá huỷ các tế bào dày sừng hoặc các ung thư nhỏ giai đoạn sớm bằng cách làm đông lạnh chúng với ni-tơ lỏng. Mô chết sẽ bị tróc ra sau khi giải đông. Biện pháp này cũng có thể dùng để điều trị các vết sẹo trắng nhỏ.
Phẫu thuật
Áp dụng cho tất cả các loại ung thư da. Bác sĩ cắt bỏ mô ung thư và bao phủ vùng bị cắt bởi mô da bình thường. Ung thư tế bào hắc tố thường phải khoét rộng hơn do mô ung thư ăn sâu hơn. Phẫu thuật viên cần phải có kinh nghiệm phục hình da để tránh sẹo xâu nhất là vùng da mặt.
Điều trị bằng laser
Chùm sáng năng lượng cao và được điều khiển rất chính xác có thể ngăn chặn, phá huỷ vùng mô bệnh và một khu vực nhỏ mô bao quanh với khả năng chảy máu, sưng tấy cũng như sẹo xấu rất thấp. Thường sử dụng biện pháp này cho các sang thương ung thư và tiền ung thư bề mặt, ngay cả ở môi.
Phẫu thuật Moh
Dùng cho các sang thương ung thư da lớn hơn, tái phát hoặc khó điều trị, cho cả loại ung thư tế bào đáy và tế bào sừng. Phẫu thuật cắt bỏ từng lớp da bị ung thư, kiểm tra dần từng lớp bên dưới cho đến lớp tế bào lành. Không gây nhiều tổn thương cho vùng da bình thường xung quanh.
Xạ trị
Dùng tia phóng xạ điều trị mỗi ngày, thường kéo dài khoảng 1 - 4 tuần, có thể phá huỷ các tế bào đáy hoặc sừng ung thư nếu không có chỉ định phẫu thuật.
Hoá trị liệu
Trong phương pháp này, người ta dùng thuốc để tiêu diệt tế bào ung thư mà không gây nguy hại cho tế bào bình thường. Thuốc có thể dùng thoa tại chỗ hoặc dùng đường uống, chích tĩnh mạch.